# Kriegsauszeichnung

Die italienische Tapferkeitsmedaille ist die älteste durchgängig verliehene Kriegsauszeichnung Europas

Kriegsauszeichnungen sind Ehrungen für Angehörige des Militärs, die durch Tapferkeit und besondere Leistungen hervorragten. Sie werden in Form von Bändern, Medaillen, Orden und Ehrenzeichen vergeben.

## Allgemeines
Bereits im 15. Jahrhundert wurden Kriegsauszeichnungen für besondere Tapferkeit gegenüber dem Feind verliehen. Im 18. und 19. Jahrhundert wurde dieses Prinzip weiter ausgebaut, und die meisten Staaten in Europa führten ihr eigenes Auszeichnungssystem ein. Dabei wurden Militärverdienstorden nach dem Vorbild des Ordre royal et militaire de Saint-Louis zunächst nur an Generale und Offiziere verliehen, erst um 1800 wurden auch Mannschaften und Unteroffiziere mit Tapferkeits- und Militärverdienstmedaillen ausgezeichnet. 1813/1815 wurden die ersten Orden gestiftet, die auch an einfache Soldaten verliehen werden konnten: das Eiserne Kreuz (Königreich Preußen), der Militär-Wilhelms-Orden (Niederlande) und der Militärorden von Savoyen (Königreich Sardinien, heute Militärorden von Italien). Viele berühmte Orden und Medaillen stammen aus dieser Zeit.
In Kriegszeiten wurden sie an Soldaten der eigenen Armee oder auch an Angehörige verbündeter Armeen vergeben. Nicht jeder Soldat hatte jedoch ein Anrecht auf bestimmte Orden oder Medaillen. Viele Orden, besonders diejenigen des Deutschen Reiches, konnten dem Träger ein hohes gesellschaftliches Ansehen sichern und der weiteren Karriere dienlich sein.
Die Verleihsysteme waren von Staat zu Staat unterschiedlich kompliziert. Sehr komplexe Systeme waren beispielsweise das der preußischen und der Orden und Ehrenzeichen des Russischen Kaiserreiches.

## Auswahl verschiedener Auszeichnungen einiger Staaten

### Deutschland
Bis zur Gründung der Weimarer Republik verliehen die Königreiche, Fürstentümer und freien Städte des Heiligen Römischen Reichs, des Deutschen Bundes und des Deutschen Kaiserreichs eigene Orden und Ehrenzeichen (siehe Liste der deutschen Orden und Ehrenzeichen). Bis zum Ende des 18. Jahrhunderts verliehen nur Kursachsen (Militär-St.-Heinrichs-Orden), die Habsburgermonarchie (Militär-Maria-Theresien-Orden), das Herzogtum Württemberg (Militär-Carls-Orden) und die Landgrafschaft Hessen-Kassel (pour la vertu militaire) eigene Kriegsauszeichnungen. Andere Herrscher nahmen verdiente Generale und Offiziere stattdessen in die bestehenden Haus- und Verdienstorden auf (wie den preußischen Schwarzen Adlerorden oder die wittelsbacher Hausritterorden vom Heiligen Michael, Georg und Hubertus).
Die meisten Kriegsauszeichnung wurden während oder nach den Koalitionskriegen (1792–1815) gestiftet, wobei auch die Ordensdekorationen anderer Verdienstorden (seit dem Deutschen Krieg häufig mit Schwertern) für militärische Verdienste vergeben wurden (wie der Rote Adlerorden und der Königliche Hausorden von Hohenzollern). Selbst der berühmte preußische Orden Pour le Mérite wurde erst ab 1810 explizit als Kriegsauszeichnung für Offiziere vergeben.
Nach diesem ist das Eiserne Kreuz wohl eine der bekanntesten deutschen Auszeichnungen. Es wurde von Friedrich Wilhelm III. 1813 als Ersatz für die Militär-Verdienstmedaille gestiftet. Bevor man das Kreuz in großer Stückzahl im Ersten und im Zweiten Weltkrieg vergab, war es eine äußerst prestigeträchtige Würdigung für Tapferkeit im Kampf. Es konnte auch als Eisernes Kreuz am weißen Bande an Zivilisten verliehen werden, die sich um den Krieg oder das Militär verdient gemacht hatten, z. B. in der Rüstungsindustrie oder der Logistik.
Das Kaiserreich besaß für militärische Verdienste keine gesamtdeutschen Orden oder Medaillen. Da der König von Preußen seit 1871 auch Deutscher Kaiser war, galt der Pour le Mérite während des Ersten Weltkrieges faktisch als höchster deutscher Orden. 
Kriegsauszeichnungen konnten nicht doppelt an eine Person verliehen werden. Soldaten und Offiziere, die wiederholt eine hervorragende Leistung erbrachten, erhielten immer wieder eine neue Auszeichnung, oft eine höhere Klasse des Ordens oder das Eichenlaub zur ursprünglichen Dekoration.
1919 wurde durch die Weimarer Verfassung jede Art von Orden und Auszeichnungen abgeschafft. Erst in der NS-Zeit wurden wieder Orden eingeführt, darunter das Eiserne Kreuz.
Von seinen ursprünglich drei, später vier Klassen erhielt das im Zweiten Weltkrieg geschaffene Ritterkreuz sogar seinerseits fünf Verleihungsstufen.
Keine echte Kriegsauszeichnung, sondern eher eine Art Erinnerungsmedaille war das Ehrenkreuz des Weltkrieges, das Reichspräsident Paul von Hindenburg 1934 stiftete, um die Leistungen von ehemaligen Soldaten zu würdigen, die während des Ersten Weltkrieges gedient hatten. Insgesamt gab es drei Klassen.
Die DDR hatte 1968 als Tapferkeitsauszeichnung für Soldaten der NVA Blücher-Orden und -Medaille gestiftet, die jedoch, da die NVA nie an einem Kriegseinsatz beteiligt war, nie verliehen wurden.
In der Bundesrepublik Deutschland gibt es erst seit 2008 wieder eine Auszeichnung, die für besondere Leistungen oder Tapferkeit im Kampfeinsatz verliehen werden kann: Die „roten“ Sonderstufen der beiden oberen Klassen des Ehrenzeichens der Bundeswehr und die neugeschaffene Stufe des Ehrenkreuzes für Tapferkeit, sowie die 2010 gestiftete Sonderstufe der Einsatzmedaille der Bundeswehr: Die Einsatzmedaille Gefecht.

### Vereinigtes Königreich
Im Vereinigten Königreich kann dieselbe Auszeichnung, anders als es im Deutschen Reich üblich war, mehrfach an dieselbe Person vergeben werden. Auch posthume Verleihungen sind möglich. Bei einer wiederholten Verleihung wird dies durch eine besondere Spange („Bar“) auf dem Medaillenband gekennzeichnet. Die Inhaber vieler Auszeichnungen haben das Recht, die entsprechenden Abkürzungsbuchstaben hinter ihrem Namen zu führen (sogenannte „post-nominals“). Bis 1993 waren die meisten Tapferkeitsauszeichnungen zudem bestimmten Dienstgraden vorbehalten. Das bedeutete, dass Mannschaften für dieselbe Art von tapferer Leistung andere Auszeichnungen erhielten als die Offiziere, und höhere Offiziere wiederum andere Abzeichen bekamen als rangniedere Offiziere. Die Auszeichnungen der Offiziere hatten in der Regel die Form von Kreuzen, während die entsprechenden Auszeichnungen für Mannschaften in der Regel die Form von Medaillen hatten. Die einzige Ausnahme in diesem Schema bildete das Victoria-Kreuz, das bereits seit seiner Stiftung allen Soldaten ohne Ansehen des Dienstgrades verliehen werden konnte. 1993 wurde das bei den Streitkräften angewandte System der Orden und Ehrenzeichen reformiert; der Dienstgrad ist für die Art der Auszeichnung seither nicht mehr entscheidend. Bedeutende britische Kriegsauszeichnungen waren und sind:
- Das Victoria-Kreuz (VC) wurde 1856 von Königin Victoria während des Krimkrieges gestiftet. Es ist die höchste militärische Auszeichnung des Vereinigten Königreichs und wird für außergewöhnliche Tapferkeit vor dem Feind oder hervorragende Pflichterfüllung verliehen. Es hat absoluten Vorrang vor allen anderen britischen Orden. Das Victoria-Kreuz wird gegenwärtig außerdem in einigen Ländern des Commonwealth verliehen, wobei Aussehen, Material und Verleihungsbedingungen weitgehend gleich dem britischen sind. Die bisher letzten Verleihungen erfolgten an einen Briten postum im Jahre 2007, an einen Neuseeländer 2008 und an einen Australier 2011. Drei Inhabern des Victoria-Kreuzes wurde diese Auszeichnung ein zweites Mal verliehen – zwei dieser Männer (Noel Chavasse und Arthur Martin-Leake) dienten im Ersten Weltkrieg, der dritte (Charles Hazlitt Upham) im Zweiten Weltkrieg.

- Das Conspicuous Gallantry Cross (CGC) wurde 1993 aufgrund der erwähnten Reform des Ordenssystems neu eingeführt und stellt heute die zweithöchste Tapferkeitsauszeichnung für die Streitkräfte des Vereinigten Königreichs dar. Es wird „in Anerkennung eines oder mehrerer Akte herausragender Tapferkeit während eines Kampfeinsatzes“ verliehen. Das CGC ersetzt die Distinguished Conduct Medal für das Heer, die Conspicuous Gallantry Medal für Luftwaffe und Marine sowie den Distinguished Service Order für höhere Offiziere als persönliche Tapferkeitsauszeichnung.

- Distinguished Service Order (DSO): Dieser am 6. September 1886 von Königin Victoria gestiftete Orden wurde bis 1993 an Offiziere im Dienstgrad eines Lieutenant Colonel (und darüber) verliehen, die sich im Kampf gegen den Feind entweder durch besondere Führungsqualitäten oder durch persönliche Tapferkeit bewährt hatten, deren Leistungen aber nicht für das Victoria-Kreuz ausreichten. Für vergleichbare tapfere Taten im Angesicht des Feindes erhielten Mannschaftsdienstgrade des Heeres die Conspicuous Gallantry Medal, Mannschaftsdienstgrade von Luftwaffe und Marine die Distinguished Conduct Medal. Seit 1993 wird der Distinguished Service Order an Offiziere nicht mehr für Tapferkeit verliehen, sondern für hervorragende Leistungen in der Truppenführung.

- Das Military Cross (MC) wurde am 31. Dezember 1914 von König George V. gestiftet. Bis 1993 war es für tapfere Leistungen im Angesicht des Feindes bestimmt, die von Angehörigen des Heeres im Dienstgrad eines Warrant Officers, Offiziersanwärters oder Offiziers bis zum Dienstgrad eines Majors vollbracht worden waren. Angehörige des Heeres aus dem Mannschaftsstand erhielten für vergleichbare Taten bis 1993 die Military Medal verliehen. Seit 1993 kann das MC allen Angehörigen des Heeres verliehen werden, deren Leistungen nicht für das VC oder CGC ausreichen.

- Distinguished Service Cross (DSC): Entspricht seit 1993 in seiner Bedeutung dem Military Cross, ist aber Angehörigen der Marine vorbehalten. Bis zur Reform von 1993 wurde das Distinguished Service Cross nur an Offiziere verliehen, während Angehörige der Royal Navy aus dem Mannschaftsstand für vergleichbare Taten die Distinguished Service Medal verliehen bekamen.

- Distinguished Flying Cross (DFC): Entspricht seit 1993 in seiner Bedeutung dem Military Cross, ist aber Angehörigen der Luftwaffe vorbehalten. Bis zur Reform von 1993 wurde das Distinguished Flying Cross nur an Offiziere verliehen, während Angehörige der Royal Air Force aus dem Mannschaftsstand für vergleichbare Taten die Distinguished Flying Medal verliehen bekamen.

### Frankreich
- Légion d'Honneur: Dieser Orden war von Anfang an keine reine Kriegsauszeichnung. Er konnte und kann auch an zivile Personen vergeben werden. Der Légion d'Honneur wurde am 19. Mai 1802 von Napoleon eingeführt und ist bis heute die bedeutendste französische Auszeichnung. Es gibt 5 Stufen, die meisten Verleihungen ergingen an Offiziere.
- Croix de Guerre: Das Croix de guerre existierte in vier Klassen und wurde an einfache Soldaten sowie Offiziere verliehen. Man erhielt es auf Grund einer lobenden Erwähnung in einem Armeebericht.

### Belgien
- Croix de Guerre: Das belgische Kriegskreuz wurde am 25. Oktober 1915 eingeführt. Es konnte an sämtliche Alliierte vergeben werden, die sich im Kampf bewährt hatten. Ebenfalls erhielten es Soldaten als Anerkennung für einen mehrjährigen Kriegsdienst.

### USA
siehe auch: Orden und Ehrenzeichen der US-Streitkräfte
Viele amerikanische Orden und Medaillen hatten ein britisches Vorbild. Die Ehrenmedaille war die erste eigene Kriegsauszeichnung. Wie in Großbritannien, konnten sie mehrfach an Personen vergeben werden.
Es galt folgende Bedingung: Der jeweilige Soldat musste im Kampf gegen einen Feind der USA stehen bzw. an einer entsprechenden Operation teilnehmen. Bei einigen Auszeichnungen galt das auch für Soldaten, die in befreundeten Armeen dienten.
- Medal of Honor: Die Ehrenmedaille des Kongresses wurde von Präsident Lincoln eingeführt und ist die höchste Ehrung, die ein amerikanischer Soldat für Tapferkeit und Leistungen erhalten kann. Seit 1965 haben alle drei Waffengattungen ihre Medaille.
- Distinguished Service Cross: Das Distinguished Service Cross wurde am 9. Juli 1918 vom US-amerikanischen Kongress eingeführt. Es kann unabhängig vom Rang an jede Person verliehen werden, die sich durch besondere Tapferkeit ausgezeichnet hat und im Dienst der US-Army steht. Ein Soldat konnte für Leistungen, die schon vor der Stiftung erbracht wurden, noch nachträglich mit diesem Kreuz geehrt werden. Es ist für Heeresangehörige gedacht, deren Dienste und Tapferkeit nicht für die Ehrenmedaille ausreichen. Das Kreuz wird ausschließlich vom US-amerikanischen Präsidenten verliehen.
- Distinguished Service Medal: Diese Medaille existiert als Ausführung für alle drei Waffengattungen. Daneben gibt es noch das Coast Guard DSM, Nasa DSM und die Defense DSM. Die Defense DSM ist eine der am höchsten angesehene Auszeichnung und wird nur in einer begrenzten Stückzahl vergeben. Die DSM für das Heer, die 1918 gestiftet wurde, kann an jeden verliehen werden, der hervorragende Verdienste innerhalb seiner militärischen Tätigkeit vorzuweisen hat. Die Navy DSM wurde 1919 eingeführt und konnte noch nachträglich für Leistungen verliehen werden, die nach dem 6. April 1917 erbracht wurden. Die Medaille der Air Force wurde erst 1960 eingeführt.